# Илькуча (село)
Илькуча (укр. Ількуча) — село в Сновском районе Черниговской области Украины. Население 45 человек (2001 год). Занимает площадь 0,029 км².
Код КОАТУУ: 7425888802. Почтовый индекс: 15231. Телефонный код: +380 04654.

## Власть
Орган местного самоуправления — Турьянский сельский совет. Почтовый адрес: 15231, Черниговская обл., Корюковский р-н, с. Турья, ул. Мьязя, 8.